# Tal Sondak

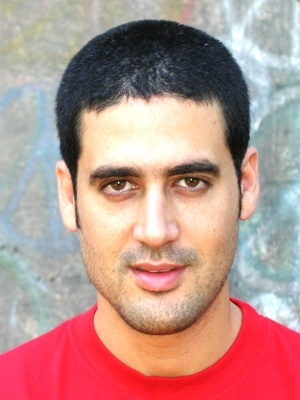
טל סונדק

Tal Sondak (23 de julho de 1976-) é um cantor israelita.
Começou a sua carreira musical com 10 anos, no seio de um coro de rapazes. Ele recebeu vários primeiros prémio em festivais de cantores infantis, com 15 anos ganhou com uma canção que ele tinha composto.
Sondak representou Israel em vários estivais de música e cantou para comunidades judaicas na Dinamarca, Estados Unidos da América, Suíça e Canadá. Ele foi várias vezes convidado em programas de teelevisão e em vários projetos musicais em Israel.
Em  2001, Sondak representou  Israel no Festival Eurovisão da Canção com a canção "En Davar" e alcançou o 16.º lugar com um total de 25 pontos.

## Vida pessoal
Sondak é casado e tem duas filhas.
| Prêmios e realizações                 | Prêmios e realizações                       | Prêmios e realizações                                               |
| ------------------------------------- | ------------------------------------------- | ------------------------------------------------------------------- |
| Precedido por PingPong com "Sameyakh" | Israel no Festival Eurovisão da Canção 2001 | Sucedido por Sarit Hadad com "Nadlik Beyakhad Ner (Light A Candle)" |